# 亞伯拉昂 (英國國會選區)
亞伯拉昂（英語：Aberavon），英國國會一郡選區，包括威爾斯東南部內思塔爾伯特港郡級自治市南部。始設於1918年。
本區自1922年起一直支持工黨，其中工黨首位首相拉姆齊·麥克唐納第一次拜相時以本區為選區。2010年大選中，海威爾·法蘭西斯以51.9%選票勝出該區二度連任。